# Michele Ruggieri
Michele Ruggieri (Spinazzola, 1543 — Salerno, 11 de maio de 1607 foi um sacerdote jesuíta italiano. Juntamente com Matteo Ricci, foi um dos fundadores das modernas missões católicas na China, foi co-autor do primeiro Dicionário Português-Chinês  e foi um dos primeiros sinólogos europeus. Seu nome em português é Miguel Ruggieri e em chinês 罗明坚; na transliteração pinyin Luó Míngjiān.

## Formação na Europa
Antes de entrar na Companhia de Jesus, o que ocorreu em 27 de outubro de 1572 em Roma, Ruggieri fez, em Nápoles, um doutoramento em direito civil e canónico. Depois de completar a habitual formação intelectual e espiritual exigida pelos jesuítas, Ruggieri partiu para Lisboa, que era na altura o ponto obrigatório de passagem de todos os missionários que queriam ir para o Extremo Oriente. Em Lisboa, enquanto aguardava o navio que ia levá-lo a Goa, foi ordenado sacerdote (Março de 1578).

## Actividade missionária na Índia e na China

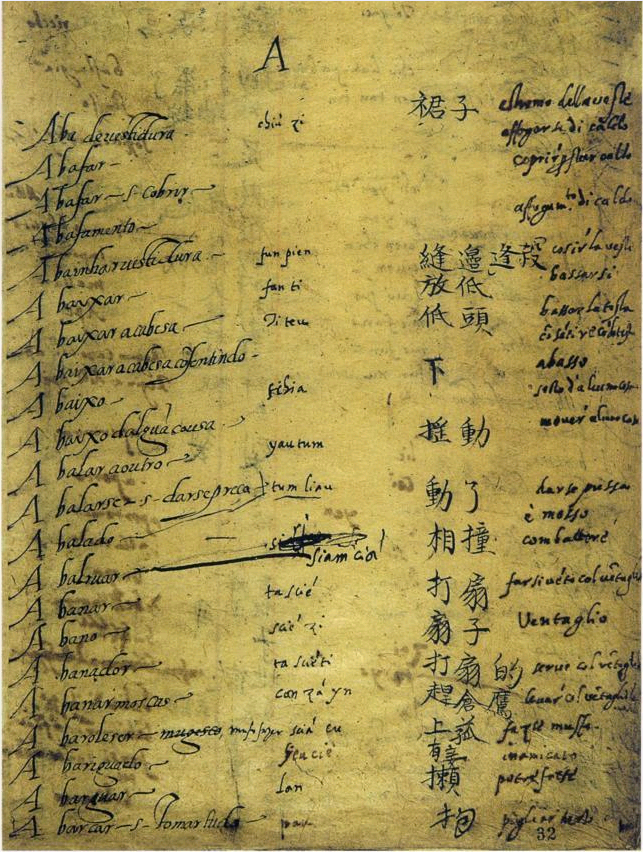
Uma página do manuscrito do Dicionário Português-Chinês, compilado por Matteo Ricci e Miguel Ruggieri.

Logo após a ordenação (1578), Ruggieri deixou a Europa com um grupo de 12 missionários, entre os quais estava Rudolph Acquaviva e Matteo Ricci. Quando chegou à Índia em Setembro de 1578, ele começou imediatamente o estudo da língua usada na costa do Malabar e, em apenas seis meses, conseguiu ser tão fluente que lhe permitiu ouvir confissões. É provavelmente este dom para as línguas que fez dele uma escolha ideal para o início da missão católica chinesa.
Com alguns companheiros, Ruggieri partiu para Macau, que era na altura a porta para o Império Chinês. Ele desembarcou na colónia portuguesa no dia 20 de Julho de 1579 e começou logo a aprender a língua chinesa. Durante a sua nova aprendizagem, ele montou a Shengma'erding Jingyuan (Casa de São Martinho), a primeira escola de ensino da língua chinesa para estrangeiros.
A intenção de Ruggieri e de Ricci era conseguirem estabelecer-se na China (e não só em Macau) para poderem começar a grande missão de evangelizar o povo chinês. Para esse fim, Ruggieri fez uma série de viagens para Cantão e Zhaoqing (onde ficava a residência do vice-rei de Guangdong e Guangxi) e estabeleceu vários contactos úteis com as autoridades locais. Como tal, ele foi um dos primeiros missionários cristãos a entrar na China da dinastia Ming. Após uma série de tentativas fracassadas de obter uma permissão para estabelecer uma missão permanente na China, tal permissão foi finalmente obtido em 1582. E, em 1583, Ricci e Ruggieri finalmente estabeleceram-se em Zhaoqing, começando assim a primeira etapa da missão católica na China, que culminou com o estabelecimento posterior de Ricci em Pequim (1601).
Em 1584, Ruggieri, com a ajuda de Ricci, publicou o primeiro catecismo em chinês, que era também o primeiro livro escrito em chinês por um europeu. Ao visitar as aldeias da região, ele baptizou várias famílias, que formaram assim as primeiras comunidades católicas da China continental.
Durante os anos de 1583 e 1588, Michele Ruggieri colaborou com Matteo Ricci e com Sebastiano Fernandez (um leigo jesuíta chinês) na criação do "Dicionário Português-Chinês" (em chinês: "葡汉辞典"), que era o primeiro dicionário chinês-europeu. Para a elaboração deste dicionário, eles desenvolveram um sistema de romanização da língua chinesa falada. Infelizmente, o manuscrito foi armazenado nos arquivos dos jesuítas em Roma e foi apenas re-descoberto, em 1934, por Pasquale d'Elia. Este dicionário foi finalmente republicado em 2001.

## Regresso à Europa
Em Novembro de 1588, Ruggieri deixou a China e voltou para Roma, a fim de convencer o Papa a enviar uma embaixada ao Imperador chinês. Este plano foi proposto como um meio para permitir que os jesuítas consigam chegar a Pequim e serem recebidos pelo Imperador. Uma vez conseguido este fim, os jesuítas tentariam alcançar um objectivo ainda maior: convencer o Imperador chinês a conceder liberdade religiosa aos católicos. Mas, esta missão falhou completamente: os Papas acabaram morrendo com ele, a sua saúde deteriorou-se e, eventualmente, o jesuíta retirou-se para Salerno, onde morreu em 1607, sem nunca ir mais uma vez para a China.
Em Salerno, o jesuíta aposentado esforçou-se por fazer a China mais conhecida na Europa: ele escreveu poesia em chinês e distribuiu cópias dos mapas chineses que ele tinha trazido de Zhaoqing. Ele faleceu no dia 11 de Maio de 1607.